# میوکی ساواشیرو
میوکی ساواشیرو (沢城 みゆき Sawashiro Miyuki, زادهٔ ۲ ژوئن ۱۹۸۵) یک بازیگر، صداپیشه و خواننده ژاپنی وابسته به آژانس تولیدات آئونی است. او در ۲ مه ۱۹۹۹، در حالی که تنها یک دانش‌آموز مدرسه راهنمایی بود، در آزمون صداپیشگی مجموعه انیمه «دی جی کارات» شرکت نمود و توانست برنده نقش شخصیت پوچیکو به عنوان اولین نقشش شود. او در بیش از ۱۰۰ مجموعه تلویزیونی انیمه، فیلم سینمایی انیمه‌ای و بازی‌های ویدئویی ایفای نقش کرده است. از جمله نقش‌های صداپیشگی او در انیمه و بازی‌های ویدئویی می‌توان به بلزباب کوچک در بلزباب، بیشامون در نوراگامی، شینون در اسورد آرت آنلاین II، ایزونا هاتسوسه در نو گیم نو لایف، رایدن شوگون در گنشین ایمپکت، هاکازه کوساریبه در وزش طوفان، کیراری موموبامی در کاکه‌گورویی اکس‌اکس، شینکو در روزن میدن، آی‌وی ولنتاین در سول‌کالیبر، و الیزابت در بایوشاک بیکران اشاره کرد.
میوکی ساواشیرو یکشنبه ۲ ژوئن ۲۰۱۴، در تولد ۲۹ سالگی خود، ازدواجش را ثبت نمود. او همسرش را به عنوان فردی عادی خارج از صنعت توصیف کرد و همچنین افزود که به کار صداپیشگی ادامه خواهد داد.

## زندگی‌نامه
میوکی ساواشیرو متولد ۲ ژوئن ۱۹۸۵، در استان ناگانو، ژاپن است. او یک برادر کوچکتر به نام چیهارو ساواشیرو دارد که او نیز صداپیشه است.
او در ۲ مه ۱۹۹۹ در هنرآزمایی صداپیشگی برای انیمهٔ دی جی کرات شرکت کرد و جایزه ویژه هیئت داوران را از آن خود کرد. در طول دوران دبیرستان، او در پنسیلوانیا ماند و در یک برنامه هوم‌استی برای یادگیری زبان انگلیسی شرکت کرد. او زمانی که مشغول کار صداپیشگی نبود، برای تمرین زبان انگلیسی وقت می‌گذاشت. او صداپیشگی پوچیکو را در نسخهٔ دوبله انگلیسی دی جی کرات بر عهده داشت و او را به اولین و یکی از معدود صداپیشگان ژاپنی تبدیل کرد که علاوه بر اجرای اصلی ژاپنی، نقشی را به زبان انگلیسی نیز تکرار کرده است.
او از زمان شروع حرفه صداپیشگی خود تا اوت ۲۰۱۵ که به تولیدات آئونی ملحق شد، در مائوسو پروموشن وابسته بود.

## فیلم‌شناسی

### مجموعه‌های انیمه
- دی جی کارات - پوچیکو/پتیت کارات
- آخرین تبعیدی - لی‌لیانا
- مصلح کوروگانه - هوتارو
- سایوکی - کودک
- روزن میدن - شینکو
- هنر شمشیرزنی آنلاین II - شینون
- انجل بیتز! - ماسامی ایواساوا
- اونگلیون نسخه جدید سینمایی: کیو - ساکورا سوزوهارا
- باران گرگ - کیمیاگر سی
- بتوووم! - کوسکه کیرا
- بلزباب - بلبو/بلزباب کوچک
- بلک راک شوتر - یومی تاکاناشی
- به ان‌اچ‌کی خوش آمدید - یو کوسانو
- تاتاکااو شیشو - میرپوک فایندل
- خشم بهموت: پیدایش - ریتا
- فری تیل - اولتیر، ویرگو
- فول متال پانیک! فصل دوم - ژیا یو لان
- سایکو-پاس - شیئون کارانوموری
- سایکو-پاس ۲ - شیئون کارانوموری
- شبح ~مرثیه برای یک شبح~ - دورای
- ککای سنسن - ویویئان
- کیسیجو: سه نو کاکوریتسو - کانا کیمیشیما
- گوسیک - کوردلیا گالو
- گینتاما - بلو ریکو
- دبیرستان مردگان - سائکو
- دختر جهنمی - کاناکو ساکوراگی (قسمت ۲۳)
- ددمن واندرلند - ساکیگامی توتو
- روکا نو یوشا - روایتگر
- شارلوت - سارا شین
- اوواری مونوگاتاری - سوروگا کانبارو
- دورارارا!! - سلتی
- موشی‌شی - گینکو (جوان)
- نوراگامی - بیشامون
- نو گیم نو لایف - ایزونا هاتسوسه
- وزش طوفان - هاکازه کوساریبه
- هانتر × هانتر - کوراپیکا[۹]
- ری‌لایف - کوکورو آماتسو
- برزرک - اسلان
- خط شیطان - جولیانا لوید
- وتاکوی: عشق واسه اوتاکوها سخته - هاناکو کویاناگی
- کاکه‌گورویی اکس‌اکس - کیراری موموبامی، ریریکا موموبامی
- شیطان کش: کیمتسو نو یائیبا - داکی
- ندای شب - آنکو اوگوئیسو